# I Am Sam (série de televisão)
I Am Sam (hangul: 아이엠샘; rr: A-i Em Saem) é uma série de televisão sul-coreana estrelada por Yang Dong-geun, Park Min-young, Park Jun-gyu, Son Tae-young e Choi Seung-hyun em sua estreia como ator. Ela foi exibida pela KBS2 de 6 de agosto a 2 de outubro de 2007 com um total de dezesseis episódios. É baseada no mangá Kyōkasho ni Nai! de Kazuto Okada e seu título é um jogo de palavras pois sam em coreano se traduz como uma gíria para a palavra "professor". Portanto seu título internacional tornou-se I am Your Teacher.
Seu enredo principal gira em torno de Jang Yi-san, um professor que entra em um acordo para ser o tutor da filha de um notório gângster, em troca de um milhão de wones.

## Enredo
Yoo Jae-gon (Park Jun-gyu), é o chefe de uma organização formada por gângsters, ele fica preocupado com as perspectivas futuras de sua única filha, Eun-byul (Park Min-young), que se recusa a estudar. Em seguida, ela e o professor do ensino médio Jang Yi-san (Yang Dong-geun) acabam tendo seus caminhos cruzados. Após  descobrir que Yi-san pode realmente inspirar sua incômoda filha a se concentrar nos estudos, Jae-gon oferece um acordo para Yi-san: o de torne-se tutor particular de sua filha em troca de um milhão de wones. Yi-san terá que passar a conviver com ela e o dinheiro é dado como a segurança de sua própria vida.

## Elenco

### Elenco principal
- Yang Dong-geun como Jang Yi-san[2]
- Park Min-young como Yoo Eun-byul[3]
- Son Tae-young como Shin So-yi
- Park Jun-gyu como Yoo Jae-gon (pai de Eun-byul)
- Choi Seung-hyun como Chae Moo-shin

### Elenco de apoio
- Park Chae-kyung como Min Sa-kang (amiga de Eun-byul)
- Park Jae-jung como Kim Woo-jin (homem de confiança do Sr. Yoo)
- Jo Hyang-ki como Hong Dae-ri (assistente do Sr. Yoo)
- Kwak Ji-min como Da-bin
- Dan Ji como Ye-bin
- Ban So-young como Hyo-bin
- Lee Min-ho como Heo Mo-se (filho do diretor)
- Choi Jae-hwan como Han Tae-sung (amigo de Moo-shin)
- Park Chul-ho como Kim In-seol
- Kim Yoo-bin como Kim Hee-chul
- Ryan como Ji Seon-hoo
- Kim Hong-shik como Park Nam-kyu
- Yoo Tae-woong como Go Dong-sool
- Choi Joo-bong como Heo Deok-bae (diretor)
- Park Sang-hyun como Park Han-suk
- Shin Pyo como Kang Ha

## Recepção
I Am Sam obteve uma audiência média em torno de 6.5% na Coreia do Sul.

## Prêmios
| Ano  | Prêmio           | Categoria              | Beneficiário   | Resultado |
| ---- | ---------------- | ---------------------- | -------------- | --------- |
| 2007 | KBS Drama Awards | Melhor Atriz Revelação | Park Min-young | Venceu    |